# Megalópolis

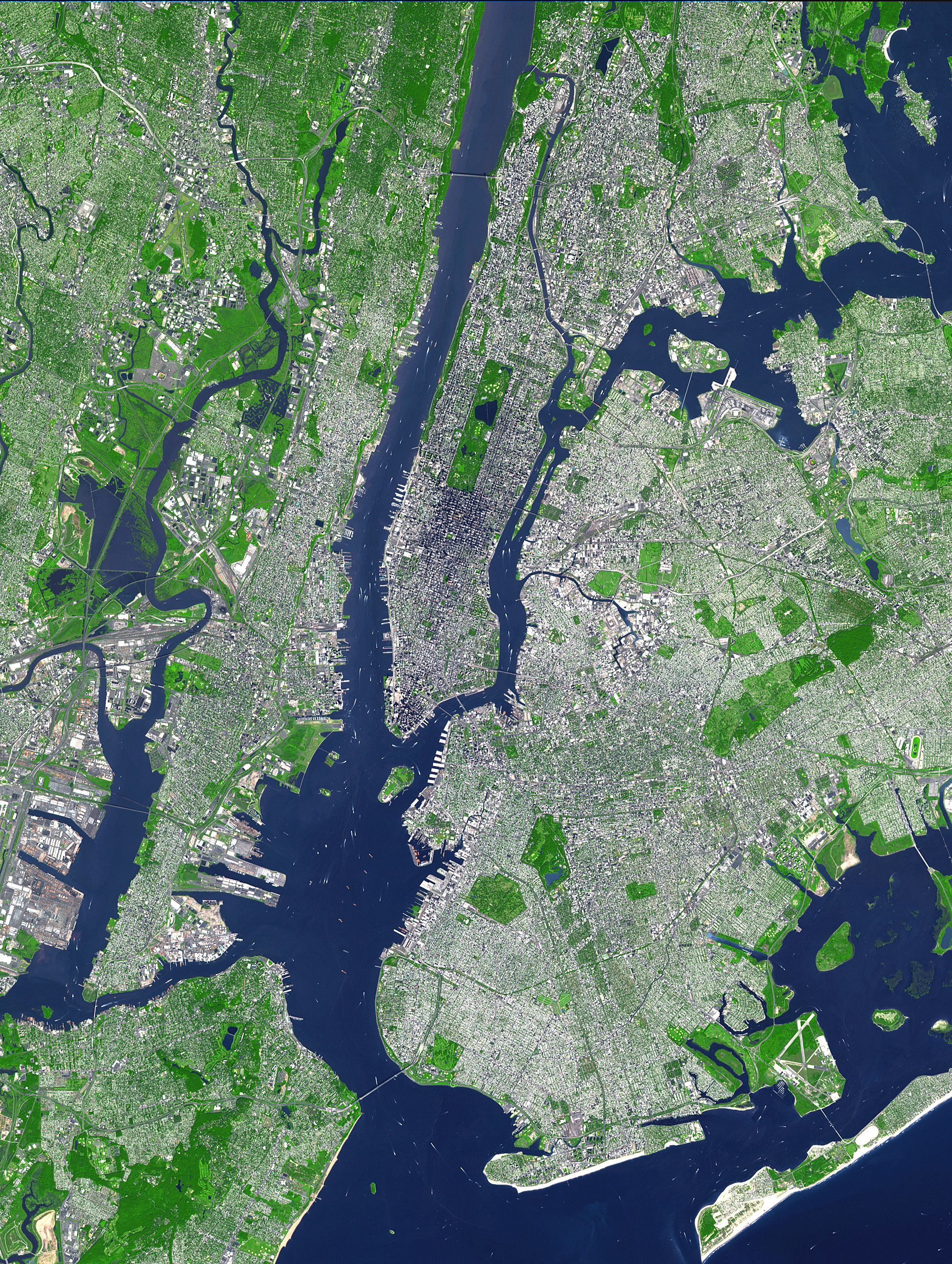
Imagen satelital del área metropolitana de Nueva York.

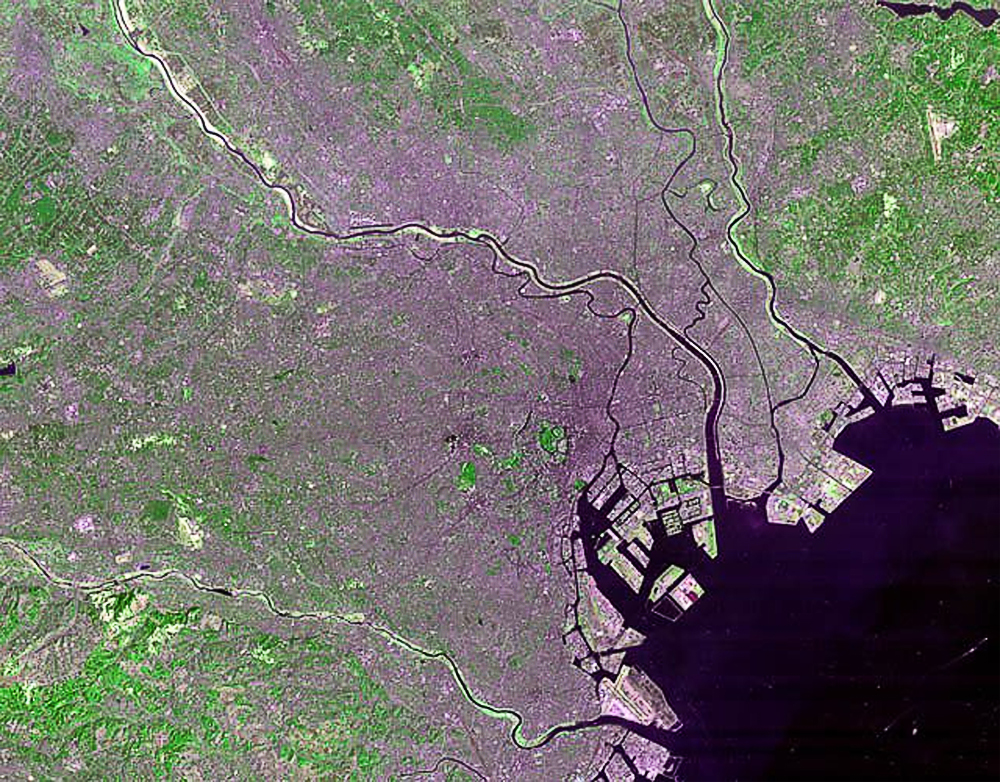
Imagen satelital de Tokio.

Mapa del área metropolitana de la Ciudad de México.

El término megalópolis (del idioma griego Μεγάλη (Megáli) -gran- πόλις (pólis) -ciudad-) o megápolis se aplica al conjunto de áreas metropolitanas, cuyo crecimiento urbano acelerado lleva al contacto del área de influencia de una con las otras. En definitiva, las megalópolis suelen estar formadas por conurbaciones de grandes ciudades.
El término megalópolis fue introducido por el geógrafo francés Jean Gottmann en 1961, en su libro, Megalopolis, The Urbanized Northeastern Seaboard of the United States ("Megalópolis, el urbanizado borde marítimo noreste de Estados Unidos"), haciendo referencia a aquel sistema urbano que contase con una población igual o superior a los 10 millones de habitantes. En español, el término más usado es el de ciudad-región.
La primera definición utilizada por Gottmann para "megalópolis" era atinente a la aglomeración entre Boston y la conurbación Baltimore-Washington D. C. incluyendo las aglomeraciones de Hartford, Nueva York, Nueva Jersey y Filadelfia, así como una multitud de ciudades de más de 100 000 habitantes sobre la Costa Este de los Estados Unidos. Tal gigantesca conurbación existente ya a mediados del siglo XX ha recibido también el nombre BosWash (acrónimo compuesto por las primeras sílabas de Boston y Washington, nombres de las dos ciudades ubicadas en los extremos). Tal ensamble urbano se extiende por más de 800 km de norte a sur y posee una población de entre 65/70 millones de habitantes.
Gottmann explica que esta concentración demográfica y de poderes (económico, político, judicial, cultural) en tal espacio se debió a la sucesión de coyunturas favorables: la historia colonial de los Estados Unidos y la importancia de los intercambios con Europa, la victoria del Norte contra el Sur en la Guerra de Secesión (eliminando la competencia de los puertos sudistas -por ejemplo el de Nueva Orleans-) y la presencia de una elite burguesa industrial y financiera apoyada en un transpaís o territorio interior cercano a la megalópolis rico en hierro, hulla y energía hidráulica.
El autor tiende a presentar a tal Megalópolis estadounidense como una nueva Roma: " fait un peu figure à l'époque présente de ce que fut la Rome impériale du monde antique. L'Atlantique semble être la Mare Nostrum de cette nouvelle Mégalopolis aux dimensions extraordinaires (Hecha un poco a figura en la presente época de aquello que fue la Roma imperial del mundo antiguo. El Atlántico parece ser el Mare Nostrum de esta nueva Megalópolis de dimensiones extraordinarias).". Esta comparación anticipa el análisis que desemboca para tres centros de desarrollo urbano presentados en 1975 en la Tríada de Ken'ichi Ōmae.
Otras megalópolis fueron seguidamente identificadas y analizadas por otros estudiosos en los años 1960s y 1970s Doxiadis estudió la megalópolis de los Grandes Lagos, Peter Hall la megalópolis inglesa, Isomura la megalópolis japonesa del Tokaido, otros estudiosos italianos como Muscara la posible "megalópolis" mediterránea.
Es fácil encontrar ejemplos de megalópolis, pues cualquier ciudad grande se amplía con ciudades satélites que pueden ser a su vez satélites de otras ciudades grandes creando una megalópolis. Estas demarcaciones son útiles para planificación regional en transportes y comunicaciones.
Se[¿quién?] ha incluido el concepto de ciudad global como una extensión de la megalópolis y cuando amerita como categoría política o económica o cultural.[cita requerida]
Cuando se habla de megalópolis conviene tener en cuenta la escala de cada época: antes del siglo XX lo más semejante a una megalópolis eran las grandes urbes metropolitanas como Roma, Alejandría, Janbalic, Constantinopla, Bagdad, Teotihuacán o la Córdoba califal española. Aunque las megalópolis en el sentido estricto (moderno) de la palabra recién son un fenómeno de la sociedad industrial a partir del siglo XX, siglo en el cual se verifican masivas y continuas migraciones globales.
Existe una crítica a las estimaciones de estos núcleos, dada su excesiva superficie y a la inclusión de grandes zonas vacías.[cita requerida] También suscita crítica la gobernabilidad de las megalópolis con asentamientos en varios estados o provincias, lo que provoca que sus dimensiones sean difícilmente cuantificables, al no existir una administración centralizada.[cita requerida] En el proceso de urbanización básicamente al unirse dos o más metrópolis se forma una gran conurbación o megalópolis que es un concepto diferente de ciudad con nuevas soluciones y nuevos problemas.

## Ejemplos

### África

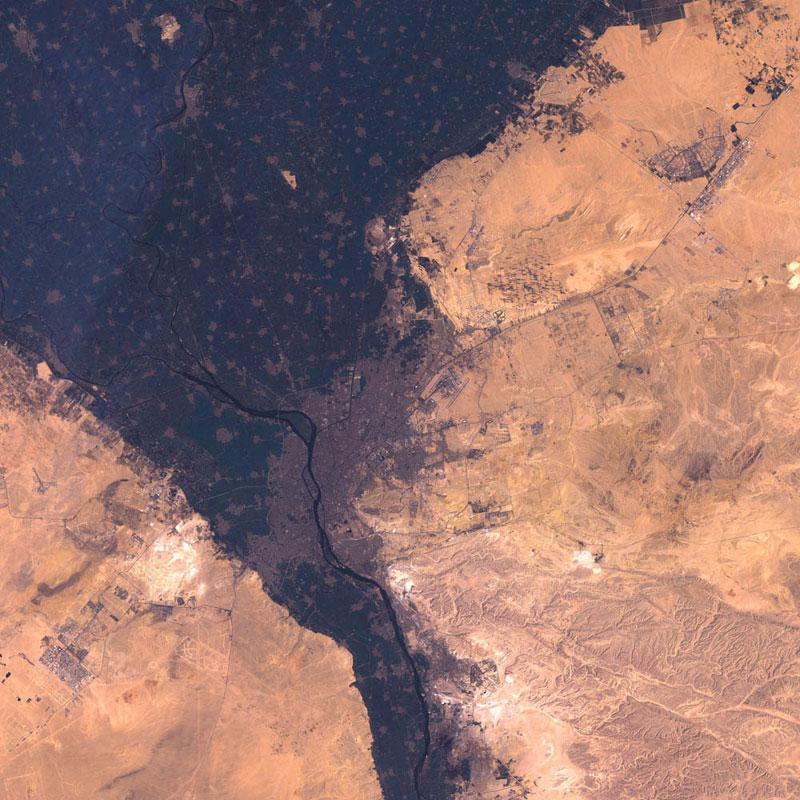
Imagen satelital de El Cairo.

En la actualidad el continente africano presenta ejemplos de megalopolización demográfica típicos del "Tercer Mundo" (o del subdesarrollo económico), se trata de rápidos y bastante caóticos crecimientos demográficos en ciertos puntos debido a estos factores principales: la alta tasa de natalidad, la emigración masiva desde el campo a la ciudad debido al retraso rural que hace imposible sustentar a la población de las áreas rurales, la concentración de los pocos recursos económicos de los países en las antiguas cabeceras coloniales, la centralización burocrática en tales cabeceras.
De este modo pueden ser consideradas El Cairo (en Egipto) o Lagos (en Nigeria); más complejo es el caso sudafricano ya que la megalopólis está económicamente más descentralizada.

### América

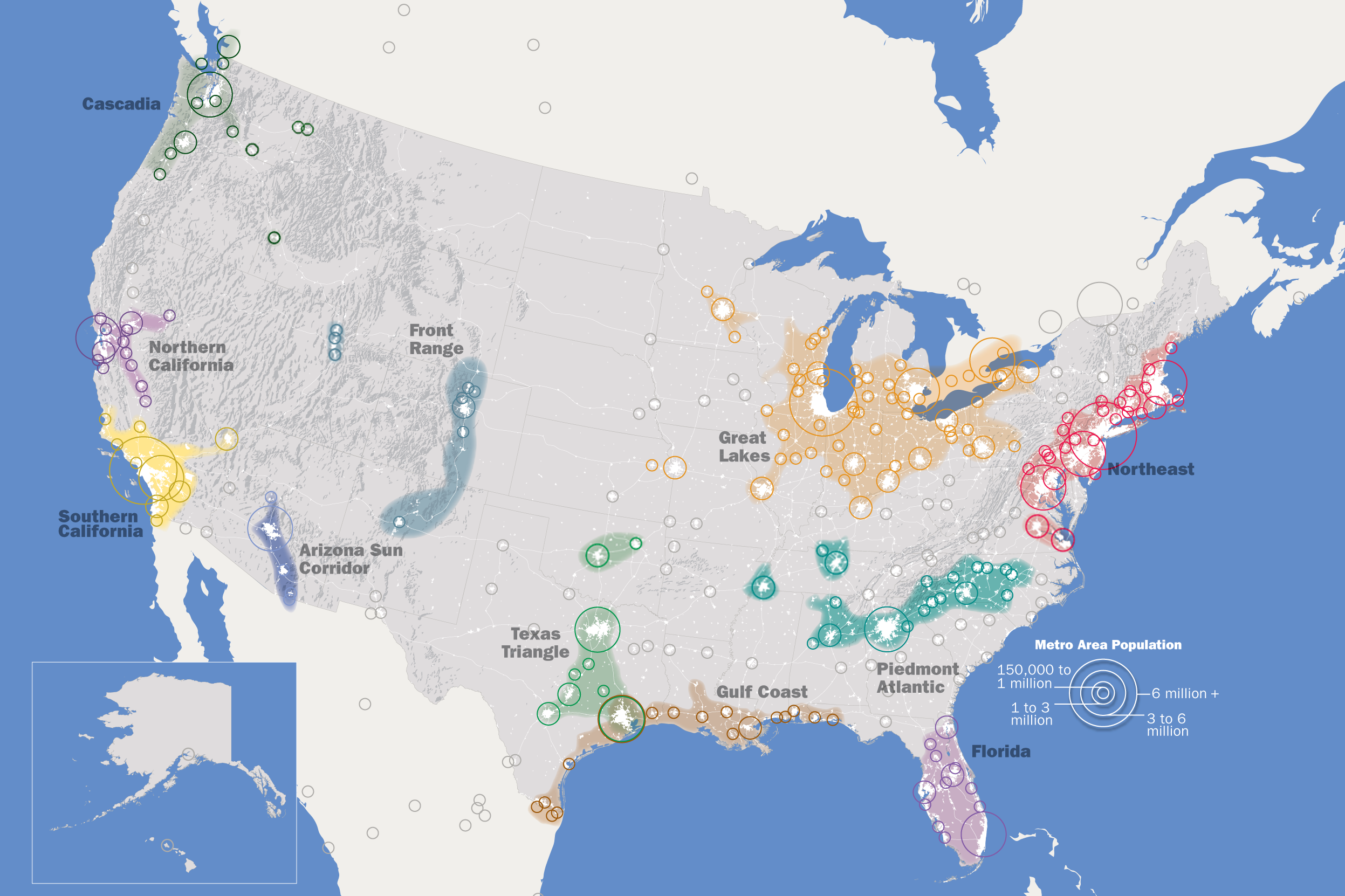
Megalópolis en Estados Unidos.

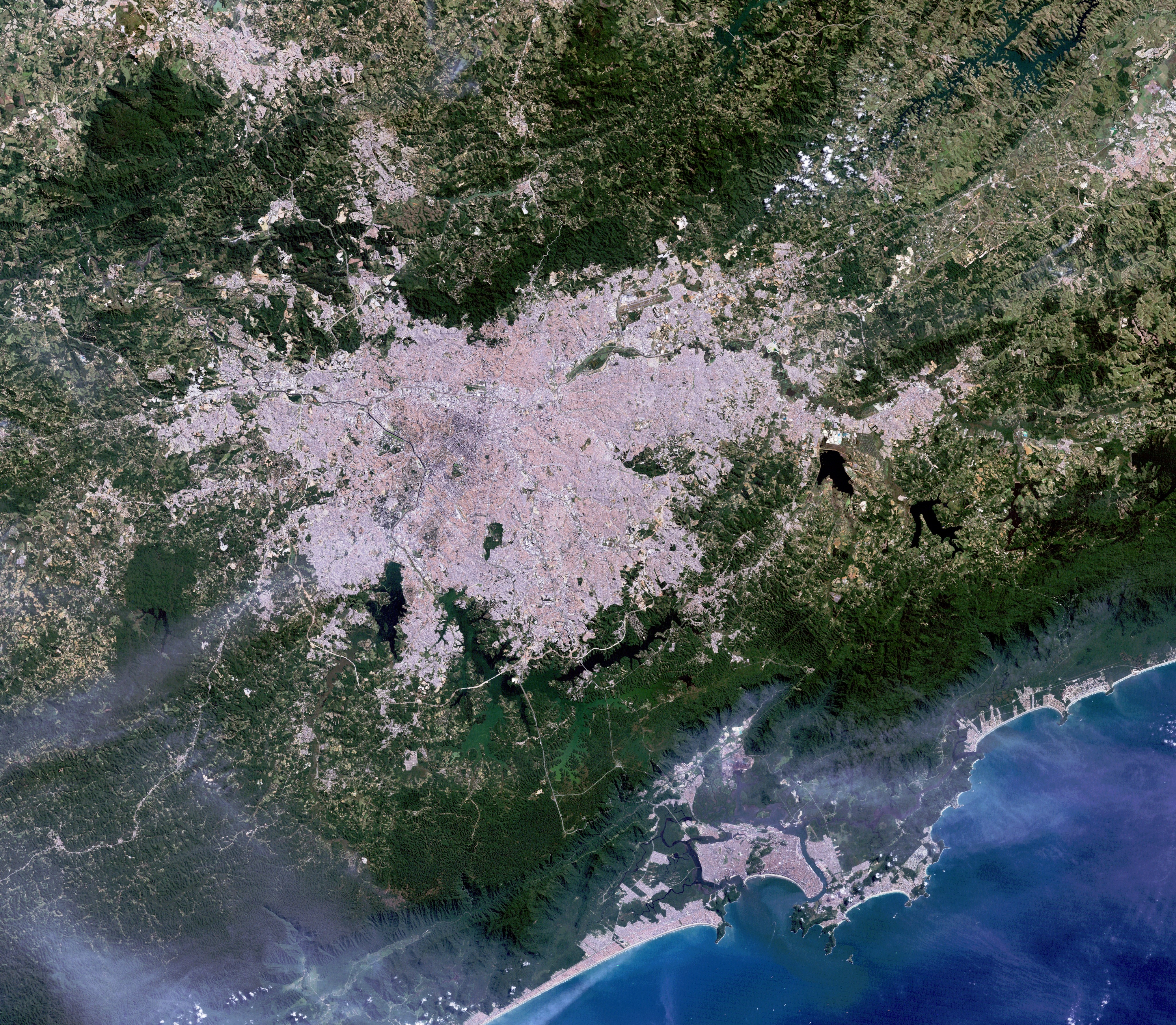
Vista satelital de São Paulo.

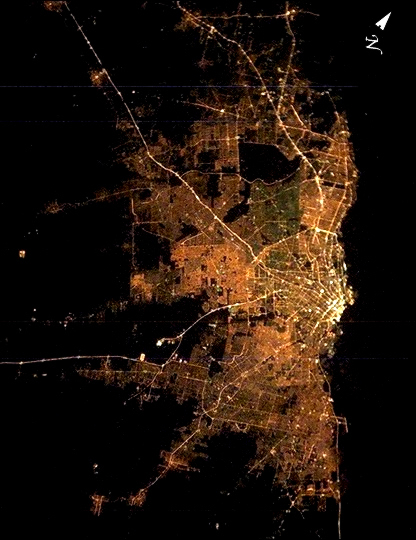
Vista nocturna del Gran Buenos Aires, Argentina.

En Estados Unidos, la zona urbana formada por Boston, Providence, Hartford, Nueva York, Filadelfia, Baltimore, Washington D. C. y otras áreas metropolitanas menores, conocida como BosWash o el corredor noreste, la zona más poblada y extensa del hemisferio occidental (65 millones de habitantes).
La megalópolis transfronteriza entre Estados Unidos y Canadá de la región de los Grandes Lagos, que reúne a las áreas metropolitanas de Green Bay, Milwaukee, Chicago, Fort Wayne, Toledo, Detroit, Cleveland, Erie y Búfalo en Estados Unidos y a las de Niagara Falls, Toronto, Ottawa, Montreal y Quebec en Canadá más varias ciudades menor importancia, tal megalópolis de la cuenca de los Grandes Lagos (incluyendo al valle del río San Lorenzo) reúne a unos 60 millones de habitantes. A la parte estadounidense se la conoce como Cinturón del Óxido, mientras que a la canadiense se la denomina Corredor Quebec-Windsor.
En Estados Unidos, la zona urbana situada en California entre las zonas metropolitanas de San Francisco y San Diego - Tijuana también ha pasado a ser considerada una megalópolis llamada SanSan, esta incluye las áreas metropolitanas de Los Ángeles, Sacramento, y otras menores como las de Stockton, Fresno y Bakersfield (más de 35 millones de habitantes). Aunque si se cuenta con la Zona Metropolitana de Tijuana (Ciudad conglomerada con San Diego, California, EE. UU.) tendría más de 37 millones de habitantes.
En México, la Corona Regional del Centro del País en torno al Valle de México junto con las zonas metropolitanas de Puebla - Tlaxcala, Cuernavaca - Cuautla, Toluca, Pachuca, Tula de Allende, Tulancingo. Considerando otras poblaciones menores que hay en el valle de México y su zona de influencia alcanzaría una población total de más de 38.6 millones de habitantes.
También en México, la Región Metropolitana del Bajío, megalópolis formada por las condiciones geográficas, culturales y por la cercanía de las ciudades de los diferentes estados que componen el bajío mexicano y que forma parte de la región Centronorte de México, alcanzaría una población total de 11 millones de habitantes.
En Brasil la zona litoral comprendida entre Río de Janeiro y São Paulo junto con otras áreas urbanas del interior del estado de São Paulo, puede ser considerada como una megalópolis, con más de 40 millones de habitantes.
En Argentina se ha desarrollado una megalópolis sobre la ribera derecha de los ríos Paraná y de la Plata entre el Gran Buenos Aires y el Gran La Plata en su extremo sur, y el Gran Santa Fe y el Gran Paraná por el norte, englobando al Gran Rosario y otras áreas urbanas menores. Tal megalópolis supera los 20 millones de habitantes.
En Perú, la centralización de poderes generó el embrión de una megalópolis en la costa central del país, la cual incluye a Lima metropolitana (Lima y el puerto del Callao), que concentra 9.6 millones de habitantes a 2013, junto a otras áreas urbanas al norte, sur y este de la metrópoli, así como algunos pueblos comprendidos en un rango de 200 km. En total, la aglomeración supera los 10.5 millones de habitantes.
En Venezuela en la llamada Cordillera de la Costa, se encuentran algunas las ciudades más pobladas de Venezuela: la primera, Caracas; la segunda, Maracaibo; la tercera, Valencia; la cuarta, Barquisimeto y la quinta, Maracay, Guarenas, Guatire, la Gran Barcelona, Cumaná, Carúpano, Guiria, las ciudades del Estado Miranda integradas en la Gran Caracas, Los Teques, San Antonio de los Altos, así como los pueblos de Choroní y Chuao, las ciudades de Carabobo, como Puerto Cabello y Morón, las ciudades del estado Yaracuy, como San Felipe y Chivacoa y las ciudades de Lara, como Cabudare, Sanare y Tintorero ha desarrollado una megalópolis que incluye a cerca del 70 % de la población total del país, unos 22 millones de habitantes.
En Colombia, en el llamado Triángulo de oro  hacen vértice  tres de las principales ciudades del país Bogotá, Cali y Medellín (posibles futuras Megalópolis) se alberga más del  60 % de la población, se genera el 80 % del producto interno bruto, el 76 % de la producción manufacturera, el 72 % de la industria de la construcción, el 75 % del comercio 30 % es portuaria el 73 % del sector de servicios, el 77 % del café, se halla el 60 % de la población económicamente activa y el 69 % de la capacidad instalada de la red eléctrica, superando los 25 millones de habitantes [cita requerida]. Algunas ciudades importantes en el área son: Ibagué, Facatativá, Manizales, Pereira, Armenia, Girardot, Melgar, Zipaquirá. También se considera como una importante y futura megalópolis Barranquilla, un punto estratégico del país por su ubicación sobre el río Magdalena y el mar Caribe, y su cercanía a Santa Marta y Cartagena y la expansión constructora en estas tres ciudades.

### Asia

Megalópolis en China: deltas de los ríos Amarillo, Yangtsé y Perla

Tras la década de 1980 se considera como una gigantesca megalópolis a la ubicada en el centro de Japón extendiéndose por más de 1000 km desde Tokio, el este, hasta Kitakyushu, al oeste, reuniendo a aproximadamente el 80 % de la población japonesa.
La megalópolis nipona está constituida por tres ensambles: el hipercentro en torno a la capital económica y administrativa del país, Tokio (con 33 millones de habitantes) y la región de Kanto; luego el centro secundario conectado por la Tokaido shinkansen con el hipercentro llamado Tōkaidō que está constituido por Nagoya y el Kansai (Osaka, Kōbe así como Kioto), constituyendo el triángulo Kinki (22 millones); por último el tercer conjunto, está constituido en el oeste por las ciudades satélites costeras que forman una especie de anexo industrial del centro.
En China se están desarrollando otras megalópolis con centros en Pekín, en Shanghái y en el delta del Río Perla, alrededor de Hong Kong, Shenzhen y Cantón.
India presenta tres megalópolis en torno a Calcuta, Nueva Delhi y Bombay.
En Filipinas, la desarrollada en torno a Manila.
Singapur en el pequeño estado independiente del mismo nombre y ciudades de Malasia como Kuala Lumpur tienden a constituir una megalópolis.
Yakarta, capital de Indonesia constituye una megalópolis demográfica típica del llamado Tercer Mundo.

### Europa

Las bananas: Banana Azul, Banana Dorada y Banana Verde.

Definir qué es una megalópolis en Europa es bastante complejo; puede hablarse de dos niveles de megalópolis: las grandes ciudades cuyas aglomeraciones superan los 10 millones de habitantes: Londres, París, Moscú, Estambul o la región urbana (aún no plenamente conurbada) del Randstad, por otra parte una definición mucho más amplia la de la llamada Megalópolis Europea con más de 70 millones de habitantes que incluiría (muy heterogéneamente) al área del Midlands Occidentales que va desde Londres (y sus grandes ciudades satélites en Inglaterra, por ejemplo Sheffield, Liverpool) hasta la región de Milán en el norte de Italia pasando por el Benelux la Cuenca del Ruhr en Alemania, Estrasburgo, Basilea y la cuenca de Zúrich-Berna-Ginebra. Este arco metropolitano europeo es llamado también Dorsal Europea o la «Banana Azul (Plátano Azul)» por Roger Brunet, a inicios de los 1990 a causa del aspecto que presenta en las fotografías satelitales. Actualmente tiende a incluirse en tal megalópolis europea a las aglomeraciones Parisina y de Fráncfort del Meno e incluso Turín. Tal « dorsal » ha sido el centro de impulsión en términos politicoeconómicos de la Unión Europea y domina aún a las regiones periféricas demográficamente menos gravitantes de Europa.
Aunque en España no existe ningún núcleo urbano ni ninguna conurbación que puedan ser calificadas propiamente de megalópolis existen tendencias urbanas que pudieran resultar en tal tipo de urbanización: por ejemplo el área que va desde las ciudades españolas de Segovia, de Guadalajara y de Toledo con Madrid como ciudad central puede considerarse como una megalópolis o la suma de muchas micrópolis para ciertos propósitos: marketing, televisión, radio, periódicos, trenes, turismo, seguridad, agua, centros comerciales, hospitales y universidades, etc. y como un área metropolitana más restringida: El Escorial, Alcalá de Henares y Aranjuez. Estas demarcaciones son útiles para planificación regional en transportes y comunicaciones. También en España-Francia existe la megalópolis, también llamada mega-región, Banana Dorada, que conecta las conurbaciones de Valencia, Barcelona, Marsella y Lyon. Si persisten las tendencias de conurbación y de establecimiento de ciudades lineales con el ritmo que actualmente tienen en Europa Occidental es muy probable que la "Banana Azul" se extendiese pronto desde el norte de Italia a lo largo de todas las importantes ciudades de la costa mediterránea del estado Francés y de allí a, por lo menos, las ciudades del mediterráneo español como Barcelona y Valencia (en tal caso la "Banana Azul" a fines del presente siglo XXI casi sería un semicírculo -en forma de C invertida o ɔ - que discurriría desde Inglaterra hasta las costas del mediterráneo español).
En Italia se señalan dos posibles megalópolis: la de Milán cuya región urbana comprende ciudades como Brescia, Monza, Bérgamo, Lodi, Crema las cuales constituyen, por carecer ya de solución de continuidad, un conurbano de 7 millones de habitantes y el centro Véneto con las provincias de Vicenza, Padua, Treviso, Venecia y Verona, que gracias al desarrollo del sector residencial a fines de siglo XX e inicios de siglo XXI posee una aglomeración urbana casi continua de aproximadamente cuatro millones y medio de habitantes.

## Megalópolis más pobladas
A continuación se presenta una lista con algunas de las principales megalópolis, ordenadas por número de habitantes según estimaciones de Citypopulation:
| N.º | Ciudad principal | Población  | Crecimiento | Composición                                                        |
| --- | ---------------- | ---------- | ----------- | ------------------------------------------------------------------ |
| 1   | Guangzhou        | 46 700 000 | 2.4         | Dongguan - Foshán - Jiangmen - Shenzhen - Zhongshán                |
| 2   | Tokio            | 40 400 000 | 0.5         | Kawasaki - Maebashi - Sagamihara - Saitama - Utsunomiya - Yokohama |
| 4   | Shanghái         | 33 600 000 | - 6.4       | Changzhou - Suzhou - Wuxi                                          |
| 5   | Yakarta          | 31 300 000 | 2.3         | Bekasi - Bogor - Depok - Tangerang - Tangerang del Sur             |
| 6   | Delhi            | 30 300 000 | 3.1         | Faridabad - Ghaziabad - Gurgaon                                    |
| 7   | Manila           | 25 700 000 | 2.0         | Caloocan - Ciudad Quezón                                           |
| 8   | Bombay           | 25 100 000 | 1.6         | Bhiwandi - Kalyan - Thane - Ulhasnagar - Vasai-Virar               |
| 9   | Seúl             | 24 800 000 | 0.4         | Bucheon - Goyang - Incheon - Seongnam - Suwon                      |
| 10  | Ciudad de México | 34 900 000 | 0.9         | Corona Regional del Centro de México - Ecatepec- Naucalpan         |
| 11  | São Paulo        | 22 400 000 | 0.9         | Guarulhos                                                          |

## Conceptos semejantes

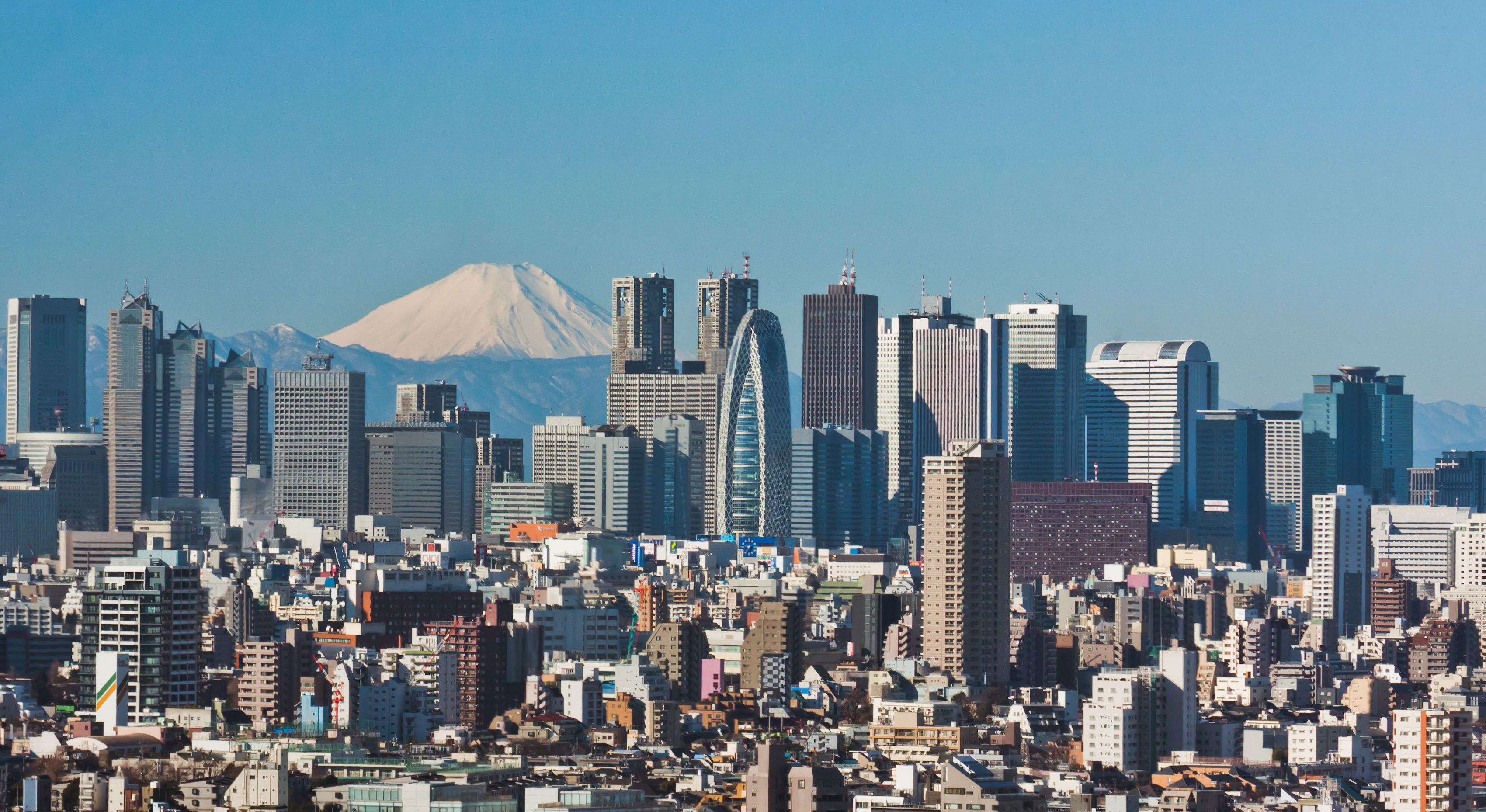
Tokio y el monte Fuji

El concepto de megalópolis se confunde prácticamente con el concepto de megaciudad es porque las dos palabras tienen el mismo significado original, en todo caso una megaciudad no  se define tan solo por el número de habitantes o por la extensión del área que abarca sino por el influjo continental o subcontinental de su poderes (economía, su cultura, política, comunicaciones y poder en general). El concepto de megalópolis también se puede confundir con el de ciudad global aunque en el caso de la ciudad global lo definitorio es el influjo global de la misma sin importar tanto las variables de población residente o espacio que tal tipo de ciudad abarca. Considerando su importancia económica (principalmente financiera) en 2008 se consideran tres ciudades globales de primer grado o primer orden: Nueva York, Londres, Tokio, seguidas de París, Fráncfort del Meno, Zúrich y Los Ángeles.